# Ponte Pietra
Ponte Pietra (italský doslova „kamenný most“), známý také jako Pons marmoreus je starověký obloukový most, který překlenuje řeku Adiže v italském městě Verona. Most byl dokončen v 100 př. n. l. a vedla jím římská cesta Via Postumia z Janova k brennerskému průsmyku a dále.
Původně lemoval další římský most Pons Postumius. Oba mosty zajišťovaly spojení města na pravém břehu řeky k římskému divadlu na levém břehu. Oblouk, který je nejblíže k pravému břehu řeky přestavěl v roce 1298 Alberto I della Scala. Čtyři oblouky byly vyhozeny do vzduchu ustupujícím německým vojskem během 2. světové války, ale následně byly v roce 1957 obnoveny s použitím původních materiálů.
Most je dlouhý 120 m a celkově má 5 oblouků.